# Pylaisiobryum abyssinicum
Pylaisiobryum abyssinicum là một loài Rêu trong họ Entodontaceae. Loài này được (Müll. Hal.) Cufod. miêu tả khoa học đầu tiên năm 1951.